# Slaves Shall Serve
Slaves Shall Serve är en EP av det polska black/death metal-bandet Behemoth som gavs ut 2005 på Regain Records. Den innehåller förutom låtarna Slaves Shall Serve och Entering the Pylon ov Light även en cover på Danzig-låten "Until You Call On the Dark" och Nefilim-covern Penetration. Dessutom ingår två liveinspelningr från Sweden Rock Festival 2005, av Demigod och Slaves Shall Serve. Producent för EP:n är bandets sångare och låtskrivare Adam "Nergal" Darski.

## Låtlista
1. "Slaves Shall Serve" – 3:05
2. "Entering the Pylon ov Light" – 3:42
3. "Penetration" (Nefilim-cover) – 3:10
4. "Until You Call On the Dark" (Danzig-cover) – 4:26
5. "Demigod" (live) – 3:22 (inspelad på Sweden Rock Festival 2005)
6. "Slaves Shall Serve" (live) – 3:27 (inspelad på Sweden Rock Festival 2005)

## Banduppsättning
- Adam "Nergal" Darski - sång, gitarr
- Tomasz "Orion" Wróblewski - bas
- Zbigniew Robert "Inferno" Promiński - trummor
- Patryk "Seth" Sztyber - gitarr, sång